# Nicielnica
Nicielnica (ang. shedding device) – metalowa lub drewniana rama będąca częścią krosna tkackiego. 
Służy ona do rozpinania strun, zwanych nicielnicowymi, z oczkami, przez które przewleka się poszczególne nitki osnowy – przez jedną parzyste, przez drugą nieparzyste. Podczas podnoszenia jednej nicielnicy następuje jednoczesne opuszczanie drugiej, co tworzy przesmyk tkacki.